# 临沂商城实验学校
临沂商城实验学校，是一所位于山东省临沂市兰山区的集高中、初中、小学、幼儿园于一体的15年一贯制民办公助学校，成立于2007年8月4日。
曹家王庄社区投资1.2亿元按山东省省级规范化学校标准建设了临沂商城实验学校。2007年成立。2018年有2名学生通过高考（其中一位通过自主招生辅助）进入北京大学。